# Парселл, Сара
Са́ра Па́рселл (англ. Sarah Purcell; 8 октября 1948, Ричмонд, Индиана, США) — американская телеведущая и актриса

.

## Биография
Сара Парселл родилась 8 октября 1948 года в Ричмонде (штат Индиана, США).
Она была соведущей ток-шоу «Лучший секс» (1977—1978), «Реальные люди» (1979—1984), «Америка» (1985—1986) и «Домашнее шоу» (1992—1994), и сыграла в нескольких телевизионных драмах. Она также снялась в фильме «Террор среди нас» в 1981 году с Трейси Рид. Она появилась в ряде рекламных роликов о продуктах здорового питания, приборах и средствах по уходу за кожей.
С 1975 по 1978 год она была соведущей «А.М. Лос-Анджелесс» на KABC-TV совместно с Реджисом Филбином. Парселл была участницей телевизионного игрового шоу «Матч-игра» в 1978 году. В начале 1990-х Парселл также была участницей шоу «По правде говоря» на NBC.
В 1993 году в сегменте «Домашнего шоу» о вакцинах против гриппа, врач ошибочно сделал Парселл инъекцию той же иглой, что и соведущему Гэри Коллинзу. В конце шоу Коллинз объявил, что он подвергнется анализу крови, чтобы смягчить любые проблемы, которые впоследствии могли бы возникнуть, но всё обошлось.
В 1970—1979 годы Сара была замужем за Джо Парселлом. С 1983 года Парселл замужем во второй раз за Доктором Сэнди МакКлинтоком. По состоянию на 1988 год, своих детей не имеет, есть пасынок — Дэрин МакКлинток (род. 1979).

## Избранная фильмография
| Год  |   | Русское название | Оригинальное название | Роль            |
| ---- | - | ---------------- | --------------------- | --------------- |
| 1979 | с | Ангелы Чарли     | Charlie's Angels      | Миллисент Крейл |